# Acuario Municipal (Santa Pola)
El Acuario Municipal (en valenciano Aquàrium Municipal) se encuentra en Santa Pola (Alicante), España. Se inauguró en 1983 y dedica sus instalaciones a mostrar parte de la fauna del mar Mediterráneo, siendo un importante instrumento para conocer la riqueza del fondo marino con el objetivo de entretener e informar, así como concienciar al visitante de la necesidad de su conservación.

## Exposición
Las instalaciones del museo totalizan una superficie de 707 m², de los cuales 202 m² están ocupados por los nueve tanques expositores, que mantienen una capacidad de agua marina superior a los 210 m³. En ellos se ubican numerosas especies autóctonas del Mediterráneo, permitiendo observar sus hábitos y costumbres. La mayoría de las especies han sido donadas por los mismos marineros de Santa Pola e incluyen Epinephelus marginatus, Spirographis spallanzani, Pinna nobilis, Mustelus mustelus, etc.
El agua de las instalaciones se cambia semanalmente en un 25% mediante un sistema de recirculación conectado directamente con el mar y se mantiene en circuito cerrado de filtración. La depuración se efectúa mediante un sistema de filtro mecánico y biológico al que se le inyecta ozono para permitir mantener un grado elevado de oxidación. Así, se mantiene un equilibrio óptimo de la composición del agua.

## Servicios complementarios
- Sala de audiovisuales en la que se proyectan documentales.[1]